# Gobibatyr colossus
Gobibatyr colossus is een vlinder uit de familie van de Houtboorders (Cossidae). De wetenschappelijke naam van de soort is voor het eerst gepubliceerd in 1887 door Otto Staudinger.
De soort komt voor in Zuidoost-Kazachstan, Zuid-Kirgizië, West-Mongolië (Ajmag Hovd) en Noordwest-China (Xinjiang).